# Kitchener Canucks
Kitchener Canucks je bil mladinski hokejski klub iz Kitchenerja. Igral je v Ontario Hockey Association od 1954 do 1956. Domača dvorana kluba je bila Kitchener Memorial Auditorium.

## Zgodovina
Moštvo Kitchener Greenshirts se je preimenovalo in postalo Kitchener Canucks v sezoni 1954/55. Prvo sezono so Canucksi osvojili zadnje mesto v ligi OHA.
Stan Baliuk je moštvu pomagal do drugega mesta v ligi v sezoni 1955/56, osvojil je tudi nagrado Eddie Powers Memorial Trophy za najboljšega strelca z 31 goli, 73 podajami in skupno 104 točkami.
Branilec Canucksov Kent Douglas je napredoval do NHL in v svoji premierni 1962/63 sezoni osvojil nagrado Calder Trophy za novinca leta. Tedaj je zastopal moštvo Toronto Maple Leafs. Willie O'Ree je postal prvi črnski igralec v NHL, igral je kot krilni napadalec za Boston Bruins. 
Čeprav se je klub na lestvici v drugi sezoni povzpel, pa ni uspel zagotoviti dovolj denarja, da bi si opomogli od zelo skromne prve sezone. Leta 1956 se je tako preselil v Peterborough, Ontario in postal Peterborough TPT Petes.

## NHL igralci
| - Stan Baliuk - Wayne Connelly | - Kent Douglas - Ted McCaskill | - Willie O'Ree - Irv Spencer | - Tom Thurlby - Howie Young |

## Izidi
| Sezona  | Tekem | Zmag | Porazov | Remijev | TOČ | %     | GF  | GA  | Uvrstitev |
| 1954/55 | 49    | 8    | 39      | 2       | 18  | 0.184 | 140 | 248 | 8. v OHA  |
| 1955/56 | 48    | 26   | 21      | 1       | 53  | 0.552 | 222 | 198 | 2. v OHA  |